# Efferia argygogaster
Efferia argygogaster este o specie de muște din genul Efferia, familia Asilidae. A fost descrisă pentru prima dată de Macquart în anul 1846. Conform Catalogue of Life specia Efferia argygogaster nu are subspecii cunoscute.